# Sonata per a violí núm. 36 (Mozart)
La Sonata per a violí núm. 36 en fa major, K. 547, és una obra de Wolfgang Amadeus Mozart completada el 10 de juliol de 1788. La sonata rep, sovint, el sobrenom de «Per a principiants» i la va acabar un parell de setmanes després de la Sonata per a piano núm. 16 (K. 545), que rep un sobrenom similar: «Facile». A diferència de les sonates per a violí prèvies, en les quals el violí tenia el mateix protagonisme que el piano, en aquesta sonata domina la part del teclat. En aquest sentit, només la part de violí és de fàcil execució; la part per a teclat ja no seria «per a principiants».

## Estructura
Consta de tres moviments, tots ells en la tonalitat de fa major:
1. Andante cantabile
2. Allegro
3. Andante con variazioni

Els moviments no estan ordenats segons l'esquema típic; l'obra presenta un primer moviment lent (Andante), que dona lloc a un Allegro en forma sonata com a segon moviment. En el moviment inicial, hi ha un diàleg significatiu entre la part de violí i la de teclat, però en els altres dos moviments el que domina és el teclat. La sonata conclou amb una sèrie de sis variacions sobre un tema senzill: d'elles, la quarta és l'única que es caracteritza per la preeminència del violí i la cinquena està escrita en fa menor per a teclat sol.
El segon moviment va ser arranjat per a piano sol juntament amb una transcripció del finale de la Sonata per a piano en do major, K. 545, per formar la Sonata per a piano en fa major (K. 547).